# Lynx du Caucase
Lynx lynx dinniki
Pour les articles homonymes, voir Lynx (homonymie).
Sous-espèce
Le Lynx du Caucase (Lynx lynx dinniki) est une sous-espèce du Lynx boréal.

## Systématique
Le nom valide complet (avec auteur) de ce taxon est Lynx lynx dinniki Satunin (d), 1915.
Lynx lynx dinniki a pour synonyme :
- Lynx dinniki Satunin, 1915